# ليلاند س. شيبرد جونيور
ليلاند س. شيبرد جونيور (بالإنجليزية: Leland C. Shepard Jr.)‏ هو ضابط أمريكي، ولد في 5 يوليو 1923 في ميامي في الولايات المتحدة، وتوفي في 22 يوليو 2009 في ويست بالم بيتش في الولايات المتحدة.